# Deinshof
Deinshof ist ein in der Oberpfalz gelegener Weiler, der ein Gemeindeteil von Kastl ist.

## Lage
Der Ort befindet sich in der Region Oberpfälzer Jura und liegt in der nach Winkl benannten Gemarkung. Deinshof ist einer von 39 Ortsteilen des Marktes Kastl. Der Weiler liegt zwei Kilometer nordöstlich von Kastl und Ursensollen ist fünf Kilometer entfernt.

## Verkehr
Die Bundesstraße 299 verläuft ein wenig nordöstlich von Deinshof. Von dieser zweigt eine Gemeindeverbindungsstraße ab, die nach einem halben Kilometer am östlichen Ortsrand des Weilers endet. Vom ÖPNV wird der Ort zwar nicht direkt angefahren, eine an der Bundesstraße 299 gelegene Haltestelle wird aber von den Buslinien 445 und 460 des VGN bedient.

## Kultur und Sehenswürdigkeiten

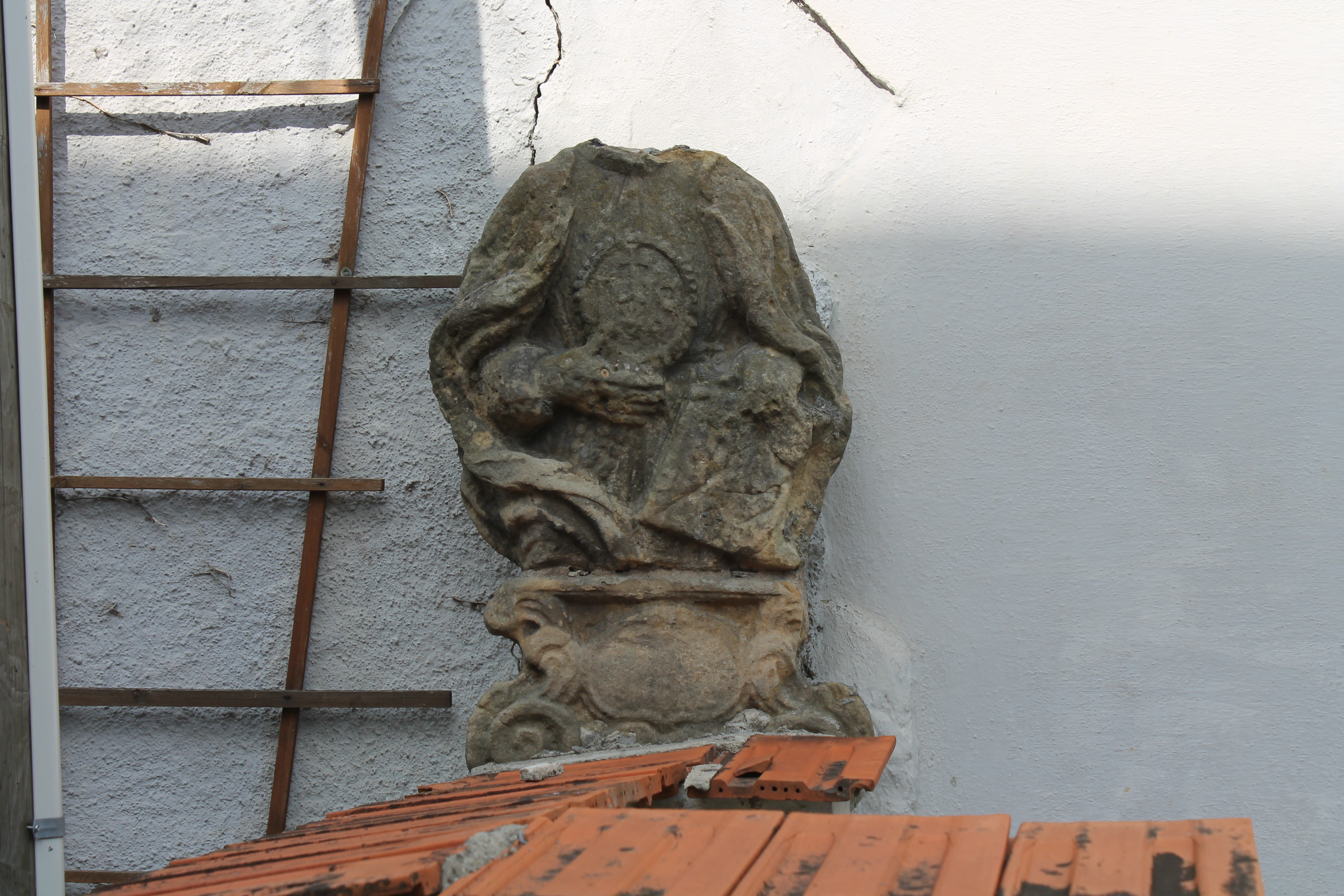
Die Sandsteinbüste am Anwesen Nr. 2 von Deinshof

### Bauwerke
Im Ortsbereich von Deinshof gibt es zwei denkmalgeschützte Objekte, beides sind Sandsteinbüsten.